# Violanta Visconti
Violanta Visconti (1354 – listopad 1386, Pavia) byla vévodkyně z Clarence a markraběnka z Montferratu z rodu Viscontiů.

## Život
Narodila se jako dcera Galeazza Visconti, vládce Milána a Pavie a Blanky, dcery savojského hraběte Aymona. Po několika letech smlouvání o výši věna, které by vyvážilo její nedostatečně urozený původ, byla v červnu 1368 provdána za vévodu Lionela, druhorozeného syna anglického krále Eduarda III. Věno činilo 200 tisíc florinů a města Alba, Mondovì, Cherasco a Cuneo. V říjnu téhož roku Lionel zemřel na horečku, což vzbudilo podezření z otravy.
2. srpna 1377 se provdala za Secondotta, markýze z Montferratu, který s oblibou škrtil sloužící chlapce. I druhý manžel záhy násilně zemřel a tím třetím se v dubnu 1381 stal její bratranec Ludvík. 6. května 1385 jej při převratu společně s otcem a bratrem zajal a uvěznil jeho švagr Gian Galeazzo Visconti. Violanta se manželova návratu nedočkala, zemřela v listopadu 1386 a byla pohřbena v klášteře sv. Augustina v Pavii.